# Passe Kaopatinak
Le passe Kaopatinak est un plan d'eau douce situé dans la partie ouest du réservoir Gouin, au milieu du lac du Mâle, dans le territoire de la ville de La Tuque, dans la région administrative de la Mauricie, dans la province de Québec, au Canada.
Ce lac s’étend entièrement dans le canton de Crémazie.
Les activités récréotouristiques constituent la principale activité économique du secteur à cause de la navigation surtout de plaisance. Cette passe est une incontournable pour les navigateurs désirant se rendre dans l’autre moitié du lac du Mâle.
La surface de la passe Kaopatinak est habituellement gelée de la mi-novembre à la fin avril, toutefois la circulation sécuritaire sur la glace se fait généralement du début décembre à la fin de mars. La gestion des eaux au barrage Gouin peut entrainer des variations significatives du niveau de l’eau particulièrement en fin de l’hiver où l’eau est abaissée en prévision de la fonte printanière.

## Géographie
Avant la fin de la construction du barrage La Loutre en 1916, créant ainsi le réservoir Gouin, la passe Kaopatinak avait une dimension plus restreinte. Après le deuxième rehaussement des eaux du réservoir Gouin en 1948 dû à l’aménagement du barrage Gouin, la passe Kaopatinak épousa sa forme actuelle.
Les principaux bassins versants voisins de la passe Kaopatinak sont :
- côté nord : lac du Mâle, baie Wacapiskitek, ruisseau Plamondon, ruisseau de la Rencontre ;
- côté est : lac Bureau, baie Thibodeau, rivière Nemio ;
- côté sud : lac du Mâle, baie Saraana, baie Mattawa ;
- côté ouest : baie Plamondon, ruisseau Plamondon, rivière Berthelot, rivière Pascagama, baie Hanotaux.

D’une longueur de 2,1 km et d’une largeur maximale de 1,0 km, la passe Kaopatinak se caractérise par une première presqu’île s’avançant sur 5,7 km vers le nord-ouest et en face une autre presqu’île s’avançant sur 4,1 km vers le sud-est. Ces deux presqu’îles montagneuses comportent plusieurs routes forestières secondaires utilisées pour la foresterie et les activités récréotouristiques.
La sortie de la passe Kaopatinak, située au nord-est de la passe, à :
- 17,0 km au sud-est de la passe entre le lac Bourgeois et la baie Kanatakompeak. Cette passe constitue la ligne de démarcation entre la partie ouest et la partie Centre-Nord du réservoir Gouin ;
- 20,0 km au sud-est du centre du village de Obedjiwan ;
- 83,0 km à l'ouest du barrage Gouin ;
- 126,3 km au nord-ouest du centre du village de Wemotaci (rive nord de la rivière Saint-Maurice) ;
- 217 km au nord-ouest du centre-ville de La Tuque ;

- 316 km au nord-ouest de l’embouchure de la rivière Saint-Maurice (confluence avec le fleuve Saint-Laurent à Trois-Rivières)[2].

À partir de l’embouchure de la passe Kaopatinak, le courant coule sur 104,8 km généralement vers le nord-est, puis vers le sud-est, jusqu’au barrage Gouin, en traversant notamment, le lac du Mâle (réservoir Gouin), le lac Bourgeois (réservoir Gouin), le lac Toussaint (réservoir Gouin), le lac Marmette (réservoir Gouin), le lac Nevers (réservoir Gouin), le lac Brochu (réservoir Gouin) et la baie Kikendatch.
À partir de ce barrage, le courant emprunte la rivière Saint-Maurice jusqu’à Trois-Rivières où il se déverse sur la rive nord du fleuve Saint-Laurent.

## Toponymie
Le terme « Kamitcikamak » est d’origine autochtone.[réf. nécessaire]
Le toponyme passe Kaopatinak a été officialisé le 9 mai 1981 par la Commission de toponymie du Québec.